# 부평구의 행정 구역

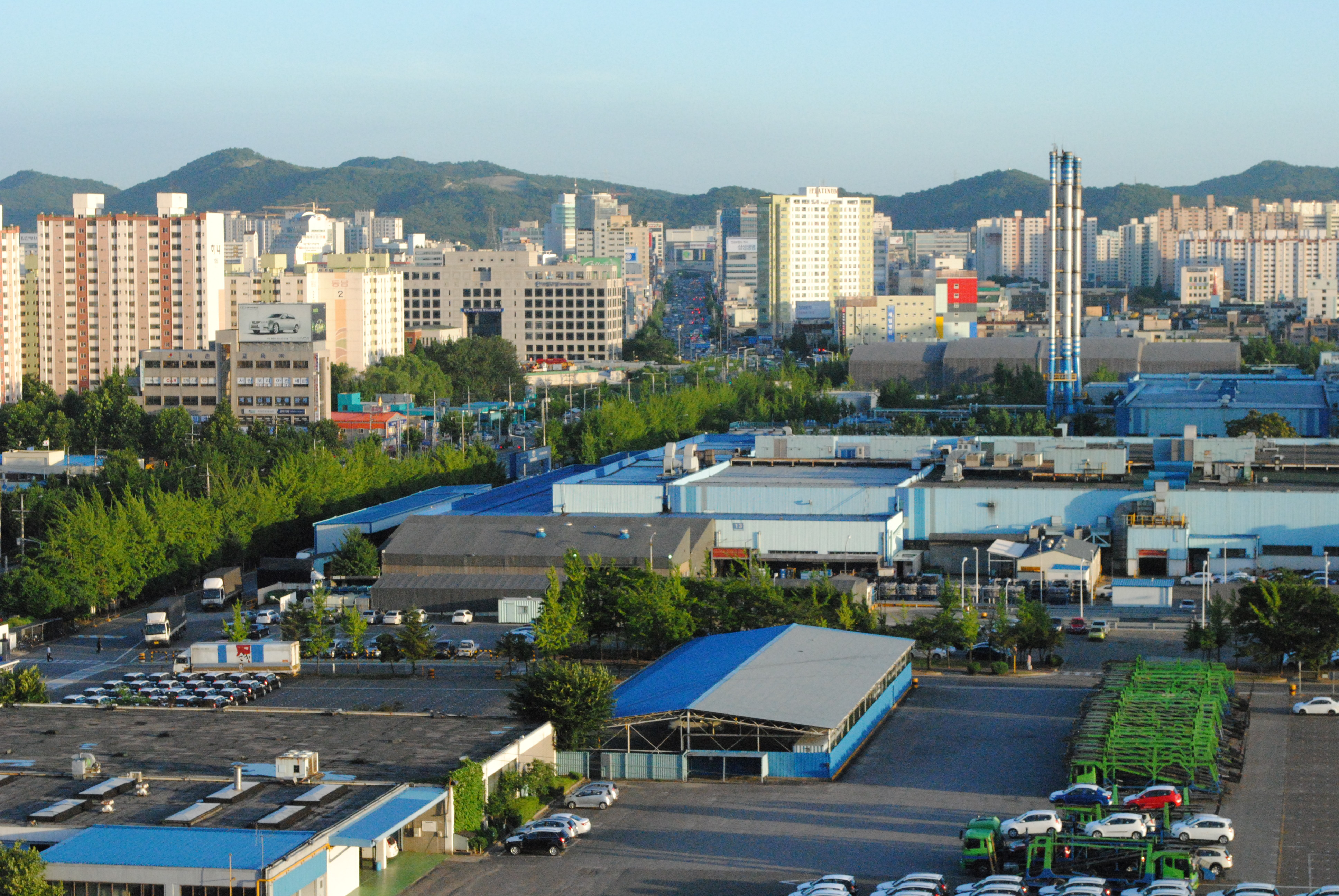
부평구 전경

부평구의 행정 구역은 22개동 (637통, 4,197개반)으로 구성되어 있다. 부평구의 면적은 31.98 km2로 인천시의 약 3.09%이며, 인구는 2019년 7월 31일 기준으로 517,029명으로 인천시의 약 17.5%를 차지한다.

## 행정 구역

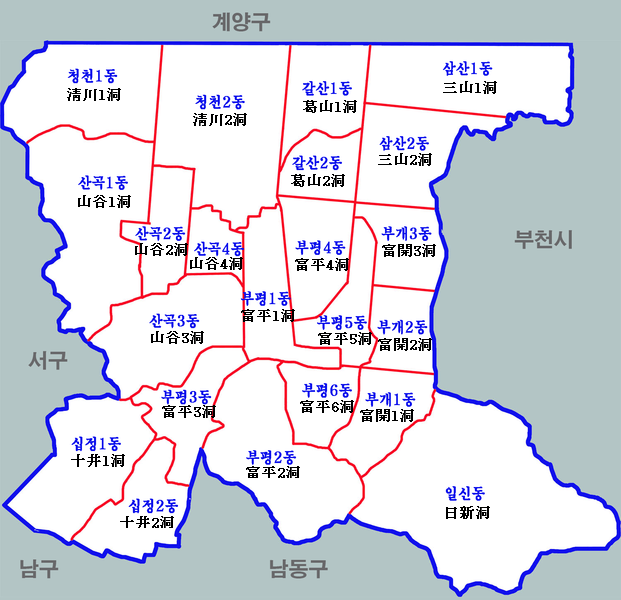

| 행정동  | 한자    | 면적 | 인구   |
| ------- | ------- | ---- | ------ |
| 부평1동 | 富平1洞 | 1.10 | 34,973 |
| 부평2동 | 富平2洞 | 2.28 | 22,266 |
| 부평3동 | 富平3洞 | 1.00 | 15,594 |
| 부평4동 | 富平4洞 | 1.04 | 25,743 |
| 부평5동 | 富平5洞 | 0.83 | 25,148 |
| 부평6동 | 富平6洞 | 0.76 | 13,556 |
| 산곡1동 | 山谷1洞 | 2.07 | 20,818 |
| 산곡2동 | 山谷2洞 | 0.92 | 35,158 |
| 산곡3동 | 山谷3洞 | 1.43 | 26,704 |
| 산곡4동 | 山谷4洞 | 0.76 | 20,691 |
| 청천1동 | 淸川1洞 | 2.16 | 16,959 |
| 청천2동 | 淸川2洞 | 2.78 | 37,775 |
| 갈산1동 | 葛山1洞 | 1.07 | 18,837 |
| 갈산2동 | 葛山2洞 | 0.66 | 23,642 |
| 삼산1동 | 三山1洞 | 2.13 | 41,872 |
| 삼산2동 | 三山2洞 | 1.26 | 31,873 |
| 부개1동 | 富開1洞 | 0.95 | 20,598 |
| 부개2동 | 富開2洞 | 0.75 | 24,675 |
| 부개3동 | 富開3洞 | 0.86 | 38,050 |
| 일신동  | 日新洞  | 4.30 | 14,775 |
| 십정1동 | 十井1洞 | 1.79 | 22,188 |
| 십정2동 | 十井2洞 | 1.09 | 22,195 |

## 법정동
| 행정동  | 법정동         | 설명 |
| ------- | -------------- | --- |
| 부평1동 | 부평동(富平洞) | 부평이란 이름은 고려 충선왕 2년(1310년)에 부평부라고 불린 데서 비롯된 것으로 원래 부평지역은 현재 계양구 계산동이 그 중심지였으나, 1899년 경인선 부평역이 생기면서 그 주변과 시장 지역을 부평으로 부르게 되었다. 이 지역은 한말에는 부평구 동소정면 대정리로 되었다가 1914년에 부천군 부내면 대정리로 되었고, 1940년 인천부로 편입되면서 소화정이라 불렸으며, 해방과 더불어 1948년에 부평동으로 개칭되었다. |
| 부평2동 | 부평동(富平洞) | 부평이란 이름은 고려 충선왕 2년(1310년)에 부평부라고 불린 데서 비롯된 것으로 원래 부평지역은 현재 계양구 계산동이 그 중심지였으나, 1899년 경인선 부평역이 생기면서 그 주변과 시장 지역을 부평으로 부르게 되었다. 이 지역은 한말에는 부평구 동소정면 대정리로 되었다가 1914년에 부천군 부내면 대정리로 되었고, 1940년 인천부로 편입되면서 소화정이라 불렸으며, 해방과 더불어 1948년에 부평동으로 개칭되었다. |
| 부평3동 | 부평동(富平洞) | 부평이란 이름은 고려 충선왕 2년(1310년)에 부평부라고 불린 데서 비롯된 것으로 원래 부평지역은 현재 계양구 계산동이 그 중심지였으나, 1899년 경인선 부평역이 생기면서 그 주변과 시장 지역을 부평으로 부르게 되었다. 이 지역은 한말에는 부평구 동소정면 대정리로 되었다가 1914년에 부천군 부내면 대정리로 되었고, 1940년 인천부로 편입되면서 소화정이라 불렸으며, 해방과 더불어 1948년에 부평동으로 개칭되었다. |
| 부평4동 | 부평동(富平洞) | 부평이란 이름은 고려 충선왕 2년(1310년)에 부평부라고 불린 데서 비롯된 것으로 원래 부평지역은 현재 계양구 계산동이 그 중심지였으나, 1899년 경인선 부평역이 생기면서 그 주변과 시장 지역을 부평으로 부르게 되었다. 이 지역은 한말에는 부평구 동소정면 대정리로 되었다가 1914년에 부천군 부내면 대정리로 되었고, 1940년 인천부로 편입되면서 소화정이라 불렸으며, 해방과 더불어 1948년에 부평동으로 개칭되었다. |
| 부평5동 | 부평동(富平洞) | 부평이란 이름은 고려 충선왕 2년(1310년)에 부평부라고 불린 데서 비롯된 것으로 원래 부평지역은 현재 계양구 계산동이 그 중심지였으나, 1899년 경인선 부평역이 생기면서 그 주변과 시장 지역을 부평으로 부르게 되었다. 이 지역은 한말에는 부평구 동소정면 대정리로 되었다가 1914년에 부천군 부내면 대정리로 되었고, 1940년 인천부로 편입되면서 소화정이라 불렸으며, 해방과 더불어 1948년에 부평동으로 개칭되었다. |
| 부평6동 | 부평동(富平洞) | 부평이란 이름은 고려 충선왕 2년(1310년)에 부평부라고 불린 데서 비롯된 것으로 원래 부평지역은 현재 계양구 계산동이 그 중심지였으나, 1899년 경인선 부평역이 생기면서 그 주변과 시장 지역을 부평으로 부르게 되었다. 이 지역은 한말에는 부평구 동소정면 대정리로 되었다가 1914년에 부천군 부내면 대정리로 되었고, 1940년 인천부로 편입되면서 소화정이라 불렸으며, 해방과 더불어 1948년에 부평동으로 개칭되었다. |
| 산곡1동 | 산곡동(山谷洞) | 산곡동은 한말에는 부평군 마장면 산곡리였고, 1940년 인천부역 확장으로 인해 인천부로 편입되어 백마정이라 불렀으며, 1946년 다시 산곡동으로 개칭되었다. 고려시대에는 이곳에서 군마를 길렀던 관계로 마장면이라 불리기도 했으며, "뫼끝말"과 "장끝말" 2개의 자연부락이 있었다. |
| 산곡2동 | 산곡동(山谷洞) | 산곡동은 한말에는 부평군 마장면 산곡리였고, 1940년 인천부역 확장으로 인해 인천부로 편입되어 백마정이라 불렀으며, 1946년 다시 산곡동으로 개칭되었다. 고려시대에는 이곳에서 군마를 길렀던 관계로 마장면이라 불리기도 했으며, "뫼끝말"과 "장끝말" 2개의 자연부락이 있었다. |
| 산곡3동 | 산곡동(山谷洞) | 산곡동은 한말에는 부평군 마장면 산곡리였고, 1940년 인천부역 확장으로 인해 인천부로 편입되어 백마정이라 불렀으며, 1946년 다시 산곡동으로 개칭되었다. 고려시대에는 이곳에서 군마를 길렀던 관계로 마장면이라 불리기도 했으며, "뫼끝말"과 "장끝말" 2개의 자연부락이 있었다. |
| 산곡4동 | 산곡동(山谷洞) | 산곡동은 한말에는 부평군 마장면 산곡리였고, 1940년 인천부역 확장으로 인해 인천부로 편입되어 백마정이라 불렀으며, 1946년 다시 산곡동으로 개칭되었다. 고려시대에는 이곳에서 군마를 길렀던 관계로 마장면이라 불리기도 했으며, "뫼끝말"과 "장끝말" 2개의 자연부락이 있었다. |
| 청천1동 | 청천동(淸川洞) | 청천동이란 이름은 이곳을 흐르는 청천에서 연유된 이름으로 구한말에는 부평군 마장면 청천리였으나, 1914년 부천군 부내면 청천리로 되었으며, 1940년에는 인천부에 편입되면서 천상정으로 되었다가 1946년에 다시 청천동으로 개칭되었다. 이곳은 부평평야가 시작되는 넓은 곡창지대에 속했으나 1960년대부터 부평공업단지가 조성되면서 급격히 발전하여 오늘날에는 농경지가 전혀 없는 자동차공업의 요람으로 변모하였다. 이곳에는 "마제이","동양사택"과 같은 자연부락이 있다. |
| 청천2동 | 청천동(淸川洞) | 청천동이란 이름은 이곳을 흐르는 청천에서 연유된 이름으로 구한말에는 부평군 마장면 청천리였으나, 1914년 부천군 부내면 청천리로 되었으며, 1940년에는 인천부에 편입되면서 천상정으로 되었다가 1946년에 다시 청천동으로 개칭되었다. 이곳은 부평평야가 시작되는 넓은 곡창지대에 속했으나 1960년대부터 부평공업단지가 조성되면서 급격히 발전하여 오늘날에는 농경지가 전혀 없는 자동차공업의 요람으로 변모하였다. 이곳에는 "마제이","동양사택"과 같은 자연부락이 있다. |
| 갈산1동 | 갈산동(葛山洞) | 갈산동이란 칡넝쿨이 많은 갈산밑에 있는 마을이란 데서 유래된 명칭으로 예부터 이곳은 "갈월리"라고 불리었다. 이곳은 한말에는 부평군 서면 갈월리였으나, 1914년 부천군 부내면 갈월리로 되었고, 1940년 다시 인천부에 편입되어 갈야정이라 불렸으며, 해방 후에 갈산동으로 개칭되었다. |
| 갈산2동 | 갈산동(葛山洞) | 갈산동이란 칡넝쿨이 많은 갈산밑에 있는 마을이란 데서 유래된 명칭으로 예부터 이곳은 "갈월리"라고 불리었다. 이곳은 한말에는 부평군 서면 갈월리였으나, 1914년 부천군 부내면 갈월리로 되었고, 1940년 다시 인천부에 편입되어 갈야정이라 불렸으며, 해방 후에 갈산동으로 개칭되었다. |
| 삼산1동 | 삼산동(三山洞) | 삼산동이란 이 지역이 영선산, 갈산, 금산 등 3개 산줄기 밑에 둘러싸인 분지 모양의 지형에서 생긴 이름으로 한말 부평군 서면 후정리라고 불렸으나, 1914년 부천군 부내면 후정리로 되었고, 1940년 다시 인천부에 편입되어 삼립정이라 불리다가 1946년에 삼산동으로 개칭되었으며, 1955년에는 갈산동에 편입되었다가 1992년에 분동되어, 독립된 행정동이 되었다. 2006년 삼산1동, 삼산2동으로 분동하였다. |
| 삼산2동 | 삼산동(三山洞) | 삼산동이란 이 지역이 영선산, 갈산, 금산 등 3개 산줄기 밑에 둘러싸인 분지 모양의 지형에서 생긴 이름으로 한말 부평군 서면 후정리라고 불렸으나, 1914년 부천군 부내면 후정리로 되었고, 1940년 다시 인천부에 편입되어 삼립정이라 불리다가 1946년에 삼산동으로 개칭되었으며, 1955년에는 갈산동에 편입되었다가 1992년에 분동되어, 독립된 행정동이 되었다. 2006년 삼산1동, 삼산2동으로 분동하였다. |
| 부개1동 | 부개동(富開洞) | 부개동이란 부평의 초입지로써 부평이 시작되는 곳이란 뜻에서 생긴 이름으로 한말에는 부평군 동소정면 마분리였으나, 1914년 부천군 부내면 마분리로 되었고 1940년 인천부로 편입되면서 명치정으로 되었다가 1946년 부개봉의 산이름을 따서 부개동으로 개칭되었다. 1955년 일신동, 구산동을 통합하였다가 1982년에 일신동(구산동 포함), 1985년에 부개2동, 1992년에 부개3동으로 각각 분동되었다. |
| 부개2동 | 부개동(富開洞) | 부개동이란 부평의 초입지로써 부평이 시작되는 곳이란 뜻에서 생긴 이름으로 한말에는 부평군 동소정면 마분리였으나, 1914년 부천군 부내면 마분리로 되었고 1940년 인천부로 편입되면서 명치정으로 되었다가 1946년 부개봉의 산이름을 따서 부개동으로 개칭되었다. 1955년 일신동, 구산동을 통합하였다가 1982년에 일신동(구산동 포함), 1985년에 부개2동, 1992년에 부개3동으로 각각 분동되었다. |
| 부개3동 | 부개동(富開洞) | 부개동이란 부평의 초입지로써 부평이 시작되는 곳이란 뜻에서 생긴 이름으로 한말에는 부평군 동소정면 마분리였으나, 1914년 부천군 부내면 마분리로 되었고 1940년 인천부로 편입되면서 명치정으로 되었다가 1946년 부개봉의 산이름을 따서 부개동으로 개칭되었다. 1955년 일신동, 구산동을 통합하였다가 1982년에 일신동(구산동 포함), 1985년에 부개2동, 1992년에 부개3동으로 각각 분동되었다. |
| 일신동  | 일신동(日新洞) | 일신동은 해방 후 모든 것이 새로워진 동네라는 뜻에서 생긴 이름으로 구한말에는 부평군 동소정면 항동이었으나, 1914년 부천군 부내면 항동리로 되었다가 1940년에 인천부로 편입되면서 향취정이 되었고, 1946년에 이르러 일신동으로 불리게 되었다. 예전에는 항동을 항굴이라 불렀으며, 동네가 배(舟)의 형국이란 뜻에서 생긴 이름으로 예부터 동네안에 우물을 파면 동네가 망한다는 전설이 있었는데 개화의 물결에 힘입어 주민들이 동네안에 우물을 판 결과 일본군이 군용지로 수용하면서부터 마을사람들이 밀려나게 되었으며, 아직까지도 일신동 지역의 대부분이 군주둔지로의 역할이 계속되고 있으나, 현재 대규모 APT 단지의 조성과 도시외곽순환도로의 건설 등으로 동네가 다시 일신(日新)되고 크게 발전할 수 있는 계기가 마련되고 있다. |
| 일신동  | 구산동(九山洞) | 구산동은 원래 거마산으로 이어진 산줄기의 형세가 마치 거북의 등성이와 같다하여 구산(龜山)이라 불렸으나, 1914년 행정착오로 구산리(九山里)로 오기한 것이 오늘날까지 九山洞이란 명칭으로 불리게 된 것으로, 구한말에는 부평군 동소정면 구산리였는데, 1914년에 부천군 부내면 구산리가 되었고, 1940년 인천부로 편입되어 이등정이 되었으며, 1946년에 다시 구산동으로 개칭되었다. |
| 십정1동 | 십정동(十井洞) | 십정동이란 우물이 많은 마을이란 뜻에서 부르는 명칭으로 이곳에는 "웃열우물", "아랫열우물"과 같은 자연부락이 있었다. 구한말에는 인천군 주안면 십정리였으나, 1914년에 인천부의 다소면과 주안면이 통합되어 부천군 다주면 십정리로 되었다가 1940년 인천부로 편입되어 대도정이 되었으며, 1946년부터 십정동으로 불리게 되었다. 이곳은 한국 최초의 천일염전(1907년)이 있었던 곳이기도 하다. |
| 십정2동 | 십정동(十井洞) | 십정동이란 우물이 많은 마을이란 뜻에서 부르는 명칭으로 이곳에는 "웃열우물", "아랫열우물"과 같은 자연부락이 있었다. 구한말에는 인천군 주안면 십정리였으나, 1914년에 인천부의 다소면과 주안면이 통합되어 부천군 다주면 십정리로 되었다가 1940년 인천부로 편입되어 대도정이 되었으며, 1946년부터 십정동으로 불리게 되었다. 이곳은 한국 최초의 천일염전(1907년)이 있었던 곳이기도 하다. |

## 연혁
- 1968년 1월 1일 경기도 인천시 북구를 설치하였다.[8] (25법정동)

| 법률 제1919호 인천시구설치에관한법률 |
| 신 행정구역 |
| 북구 부평동, 십정동, 산곡동, 청천동, 효성동, 계산동, 작전동, 서운동, 삼산동, 갈산동, 부개동, 일신동, 백석동, 시천동, 검암동, 경서동, 공촌동, 연희동, 심곡동, 가정동, 신현동, 석남동, 원창동, 가좌동 |
- 1981년 7월 1일 인천직할시 북구
- 1988년 1월 1일 검암동 등을 서구로 분구하였다.[9] (12법정동)

| 대통령령 제12367호                                                                                  |             |
| 구 행정구역 (법정동)                                                                                | 신 행정구역 |
| 북구 검암동, 백석동, 시천동, 경서동, 연희동, 공촌동, 심곡동, 가정동, 신현동, 석남동, 원창동, 가좌동 | 서구 일원   |
- 1988년 5월 1일 자치구 승격
- 1989년 1월 1일 경기도 김포군 계양면이 북구에 편입되었다.[10] (32법정동)
- 1995년 1월 1일 인천광역시 북구
- 1995년 3월 1일 북구를 부평구로 개칭하고, 부평구(종전의 북구)의 일부를 분리하여 계양구가 신설되었다.[11] (21행정동 9법정동)

| 법률 제4802호 | |
| 구 행정구역 (법정동) | 신 행정구역 |
| 부평구 효성동, 계산동, 작전동, 서운동, 박촌동, 동양동, 귤현동, 상야동, 하야동, 평동, 노오지동, 선주지동, 이화동, 오류동, 갈현동, 둑실동, 목상동, 다남동, 장기동, 임학동, 용종동, 병방동, 방축동 | 계양구 효성동, 계산동, 작전동, 서운동, 박촌동, 동양동, 귤현동, 상야동, 하야동, 평동, 노오지동, 선주지동, 이화동, 오류동, 갈현동, 둑실동, 목상동, 다남동, 장기동, 임학동, 용종동, 병방동, 방축동 |
| (변동없음) 부평구 부평동, 십정동, 산곡동, 청천동, 삼산동, 갈산동, 부개동, 일신동, 구산동 | |
- 2006년 4월 20일 삼산동을 삼산1동, 삼산2동으로 분동하였다.[12] (22행정동)